# Diplocaulus
Diplocaulus war ein amphibienartiges Tier aus der Gruppe der Nectridea. Es lebte während des Perm in Süßgewässern. Fossilien fand man in Nordamerika (Diplocaulus magnicornis) und Nordwestafrika (Diplocaulus minimus).

## Merkmale
Ausgewachsene Exemplare von Diplocaulus fallen vor allem durch ihre großen, hornartigen, schräg nach hinten weisenden Schädelauswüchse auf, die dem abgeflachten Kopf die Form eines Bumerangs gaben. Die Auswüchse wurden vom stark verlängertem Schuppenbein und dem Tabulare gebildet, Schädelknochen, die normalerweise nur wenig Raum an den hinteren Ecken der Tetrapodenschädel einnehmen. Die Hörner waren bei jungen Tieren noch nicht vorhanden. Da man hunderte fossiler Exemplare von Diplocaulus in allen Wachstumsstadien gefunden hat, konnte man nachvollziehen, wie die Hörner mit zunehmendem Alter der Tiere wuchsen. Von anderen Nectriden unterschied sich Diplocaulus auch durch einen kürzeren Schwanz und weniger Wirbel. Diplocaulus wurde einen halben bis einen Meter lang.
Untersuchungen an Kopfmodellen von Diplocaulus zeigten, dass der bumerangförmige Kopf schon in leicht strömendem Wasser als Tragfläche wirkte und Auftrieb lieferte, wenn er in etwa horizontal oder leicht nach oben gehalten wurde. Eventuell lebten Diplocaulus und der ähnlich aussehende Diploceraspis auf dem Gewässergrund und benutzten diese Eigenschaften ihres Kopfes um schnell aufzusteigen, wenn ein mögliches Beutetier vorbeischwamm.